# مرسدس-بنز کلاس-اس (دبلیو۲۲۲)
مرسدس-بنز کلاس-اس (دبلیو۲۲۲) (انگلیسی: Mercedes-Benz S-Class (W222)) نسل ششم خودروی مرسدس-بنز کلاس-اس است که از سال ۲۰۱۳ و به عنوان جانشین مرسدس-بنز کلاس-اس (دبلیو۲۲۱) به بازار عرضه شد. طراحی این خودرو در سال ۲۰۰۹ میلادی انجام شد. پیشنهاد اولیهٔ طراحی این خودرو از طرف ایل-هون یون، طراح کره‌ای داده شد که در طراحی آن از خودروی مفهومی مرسدس-بنز اف۷۰۰ الگو برداری شده‌بود. طراحی بیرونی این خودرو توسط یک تیم طراحی و تحت رهبری رابرت لسنیک توسعه داده شد که شبیه به خودروهای مرسدس-بنز کلاس-ئی (دبلیو۲۱۳) و مرسدس-بنز کلاس-سی‌ال‌ای است.
از دبلیو۲۲۲ در ۱۵ مه ۲۰۱۳ در هامبورگ آلمان رونمایی شد. تولید این خودرو در ژوئن ۲۰۱۳ و در شهر زیندلفینگن آغاز شد.
در بازار اروپا، مدل‌های اس۴۰۰ هیبرید، اس۳۵۰ بلوتک، اس۳۵۰ بلوتک هیبرید و اس۵۰۰ در سپتامبر ۲۰۱۳ عرضه شدند. فروش مدل اس۵۵۰ در آمریکا هم از همان ماه آغاز شد. مدل‌های دیگر از جمله مدل‌های وی۱۲ و آام‌گ در سال ۲۰۱۴ عرضه شدند.
تولید این اتاق با معرفی جانشین آن، مرسدس-بنز کلاس-اس (دبلیو۲۲۳) در سپتامبر ۲۰۲۰ متوقف شد. دبلیو۲۲۳ برای نخستین بار در ۲ سپتامبر ۲۰۲۰ در کارخانهٔ جدید ۵۶ مرسدس-بنز در زیندلفینگن رونمایی شد.